# Salkot
Salkot (nepalski: सालकोट) – gaun wikas samiti w zachodniej części Nepalu w strefie Bheri w dystrykcie Surkhet. Według nepalskiego spisu powszechnego z 2001 roku liczył on 1249 gospodarstw domowych i 6717 mieszkańców (3503 kobiet i 3214 mężczyzn).